# BTBD19
BTBD19 (англ. BTB domain containing 19) – білок, який кодується однойменним геном, розташованим у людей на 1-й хромосомі. Довжина поліпептидного ланцюга білка становить 291 амінокислот, а молекулярна маса — 32 365.
| 10         |  | 20         |  | 30         |  | 40         |  | 50         |
| ---------- |  | ---------- |  | ---------- |  | ---------- |  | ---------- |
| MEPLGLVVHG |  | KAEPFSAALR |  | SLVNNPRYSD |  | VCFVVGQERQ |  | EVFAHRCLLA |
| CRCNFFQRLL |  | GTEPGPGVPS |  | PVVLSTVPTE |  | AFLAVLEFLY |  | TNSVKLYRHS |
| VLEVLTAAVE |  | YGLEELRELC |  | LQFVVKVLDV |  | DLVCEALQVA |  | VTFGLGQLQE |
| RCVAFIEAHS |  | QEALRTRGFL |  | ELSAAALLPL |  | LRSDKLCVDE |  | AELVRAARSW |
| ARVGAAVLER |  | PVAEVAAPVV |  | KELRLALLAP |  | AELSALEEQN |  | RQEPLIPVEQ |
| IVEAWKCHAL |  | RRGDEARGAP |  | CRRRRGTLPR |  | EHHRFLDLSF |  | K          |

A: Аланін

C: Цистеїн

D: Аспарагінова кислота

E: Глутамінова кислота

F: Фенілаланін

G: Гліцин

H: Гістидин

I: Ізолейцин

K: Лізин

L: Лейцин

M: Метіонін

N: Аспарагін

P: Пролін

Q: Глутамін

R: Аргінін

S: Серин

T: Треонін

V: Валін

W: Триптофан

Задіяний у такому біологічному процесі, як альтернативний сплайсинг. 